# Ellar Coltrane
Ellar Coltrane Kinney Salmon (Austin, 27 d'agost de 1994) és un intèrpret dels Estats Units. Es va donar a conèixer pel paper de Mason Evans Jr. a la pel·lícula Boyhood de Richard Linklater, pel qual va guanyar el premi de la Crítica Cinematogràfica al millor intèrpret jove.

## Vida i carrera professional
Coltrane va néixer a Austin, fill de Genevieve (de naixement, Kinney), equinoterapeuta per a persones autistes, i Bruce Salmon, músic. Els seus pares es van divorciar quan tenia nou anys i la seva mare es va tornar a casar posteriorment. La germanastra de Coltrane, Evelyn, va néixer quan tenia onze anys.
El 2001, amb sis anys, el cineasta Richard Linklater va escollir Coltrane per interpretar el personatge principal de la pel·lícula Boyhood; Linklater volia fer una pel·lícula sense precedents que mostrés el procés de maduresa d'un nen, però amb els actors creixent o envellint a la pantalla. Coltrane i altres membres del repartiment van ser filmats de manera intermitent durant diversos dies entre maig de 2002 i agost de 2013, moment en què Coltrane ja havia complert dinou anys; hi va haver 45 dies de rodatge en total. Durant la infància de Coltrane, també va aparèixer en diverses altres pel·lícules, inclòs un petit paper a la pel·lícula de Linklater Fast Food Nation (2006).
El 2016, Coltrane va aparèixer a la pel·lícula dramàtica Barry, protagonitzada per Barack Obama, que es va estrenar al Festival Internacional de Cinema de Toronto. L'any següent, va coprotagonitzar amb Emma Watson d'El cercle (2017), l'adaptació cinematogràfica de James Ponsoldt de la novel·la de Dave Eggers. La pel·lícula es va estrenar al Festival de Cinema de Tribeca.

## Vida personal
Coltrane ha parlat de la seva incomoditat amb els rols de gènere binaris: «Per a mi, la demarcació de gènere binari sempre s'ha sentit com... una farsa, com aquest personatge que he d'interpretar». A més, ha expressat la preferència pels pronoms de gènere neutre en anglès they/them.